# Aristòtil i Dante descobreixen els secrets de l'univers
Aristòtil i Dante descobreixen els secrets de l'univers (títol original en anglès, Aristotle and Dante Discover the Secrets of the Universe) és una novel·la d'iniciació (coming-of-age) de l'autor estatunidenc Benjamin Alire Sáenz que va ser publicada originalment el 21 de febrer de 2012. En català ha estat traduïda per Maria Climent. Ambientada en El Paso (Texas) entre 1987 i 1988, la novel·la tracta sobre dos adolescents mexicanoamericans, Aristòtil "Ari" Mendoza i Dante Quintana; sobre la seva amistat, i sobre la seva lluita amb les identitats racials i ètniques, la sexualitat i les relacions familiars. Des que va ser publicada, ha estat aclamada per la crítica i ha rebut diversos premis. En 2021 se'n va publicar la seqüela Aristòtil i Dante es capbussen a les aigües del món.

## Trama
A l'estiu de 1987, Aristòtil Mendoza, de quinze anys, coneix un noi anomenat Dante Quintana a la piscina municipal. Ràpidament esdevenen inseparables. Dante ensenya Ari a nedar, i li mostra llibres de poesia i literatura clàssica.
Dante li diu a Ari que ell i la seva família es mudaran a Chicago l'any proper perquè el seu pare anava a treballar com a professor a la Universitat de Chicago. El mateix dia, veuen un ocell ferit a la carretera. Quan Dante es fica a la carretera per a veure si està bé, un cotxe s'apropa i Ari es llança i fa Dante fóra, però ell queda greument ferit. Després de l'accident, els Quintana i els Mendoza s'apropen molt. Les mares dels dos nois comencen a parlar freqüentment.
Abans d'anar-se'n a Chicago, Dante li diu a Ari que les dues coses que més s'estima del món són nedar i Ari. Tanmateix, Ari li respon que no hauria de dir eixes coses, fins i tot si són certes. Fan la promesa de continuar sent amics quan Dante retorne l'estiu següent.
Durant l'any, Dante envia Ari nombroses cartes explicant-li la seva vida a Chicago i els seus dubtes sobre la seva sexualitat. Ari aprèn a conduir, s'enamora d'una noia i busca respostes sobre el seu germà Bernardo, qui és en presó i de qui ningú no en parla a sa casa.
Quan Dante torna l'estiu proper, convenç Ari per fer-li un petó com si fos un experiment. Cada cop és més evident que Dante està enamorat d'Ari, tot i que no sembla recíproc.
El pare d'Ari li anuncia que la seva tia Ophelia ha mort d'un ictus. Al funeral, Ari s'adona que la seva família no hi és, a banda d'ell, els seus pares i les seves germanes. Descobreix llavors que la resta de la família no aprovava la seva tia per viure amb una dona per molts anys. Després del funeral, la mare d'Ari li explica que el seu germà Bernardo havia estat arrestat per l'assassinat d'una prostituta que va contractar quan tenia quinze anys, després de descobrir que era transgènere.
Quan Ari torna a casa, el senyor Quintana li diu que Dante és a l'hospital. Havia estat assaltat per quatre joves que l'havien vist besant un altre noi. Ari esbrina qui són, i va darrer d'un d'ells, Julian, i s'hi baralla amb ell i li trenca el nas. Quan el pare d'Ari li pregunta per què van atacar el seu fill, li diu que Dante és gai, i el senyor Quintana li contesta que ho havia esbrinat per la forma en què Dante mira Ari.
Els pares d'Ari finalment li fan comprendre que ell està tan enamorat de Dante com Dante d'ell. Eixa nit, les dues famílies van juntes a jugar a les bitlles. Quan acaben, Dante i Ari ixen al desert, on Ari besa Dante, acceptant el seu amor per ell. Alliberat de les seves pors, Ari es pregunta: "Com és possible que hagués estat avergonyit d'estimar Dante Quintana?".

## Temes
Diversos temes són presentats en Aristòtil i Dante: la identitat mexicanoamericana, el rols de gènere masculins i la homosexualitat, l'intel·lectualisme i la expressió artística, i l'amistat i les relacions familiars.

## Recepció
El llibre ha tingut molt bona crítica, estant considerat una de les millors novel·les de ficció young adult de la història i rebent ressenyes positives de Kirkus Reviews, School Library Journal, The Horn Book Magazine i Voice of Youth Advocates.
Una crítica de Publishers Weekly va dir: "una tendra i honesta exploració de la identitat i sexualitat, i un recordatori apassionant de què l'amor (romàntic o familiar) hauria de ser obert, lliure i sense vergonya."
També ha tingut una bona rebuda pels lectors. En maig de 2016, més de quatre anys després de la seva publicació, el llibre va acabar primer en una llista de ficció LGBT popular en Goodreads.
El llibre va rebre els guardons següents:
- Finalista del Amelia Elizabeth Walden Award (2013)[6]
- Guanyador del Lambda Literary Award a la categoria de infantil/young adult LGBT (2013)[7]
- Stonewall Book Award per a ficció LGBT (2013)[8]
- Pura Belpré Narrative Medal per ficció latina (2013)[9]
- Michael L. Printz Award per ficció young adult (2013)[10]
- Top 10 de la American Library Association per millor ficció per a adults joves (2013)[11]
- ALA Rainbow List (2013)[12]
- Llibres infantils notables de la American Library Services for Children (2013)[13]
- School Library Journal com a millor llibre infantil (2012)[3]
- Kirkus Reviews com a millor llibre adolescent (2012)[3]
- Selecció de Junior Library Guild[3]

## Adaptacions i seqüela
Una versió en audiollibre va ser publicada en 2013 en anglès, llegida per Lin-Manuel Miranda. Dura en total 7 hores i 29 minuts.
Hi ha plans per a una adaptació a la gran pantalla per part d'Aitch Alberto.
Sáenz va anunciar en 2016 que hi hauria una seqüela titulada Hi haurà altres estius (There Will Be Other Summers en anglès). En 2020, Sáenz va tuitejar que havia acabat la seqüela, però havia canviat el títol. En febrer de 2021, va ser anunciat que la seqüela seria publicada per l'editorial estatunidenca Simon & Schuster amb el títol Aristotle and Dante Dive into the Waters of the World (en català, Aristòtil i Dante es capbussen a les aigües del món). Va ser publicat el 12 d'octubre de 2021.